# Elizabeth Furse
Elizabeth Furse (Nairobi, 13 de octubre de 1936-18 de abril de 2021) fue una política estadounidense-sudafricana de origen británico nacida en la Colonia y Protectorado de Kenia. Era miembro de la facultad de la Universidad Estatal de Portland. Fue miembro de la Cámara de Representantes de los Estados Unidos entre 1993 y 1999, en representación del 1.º distrito congresional de Oregón. Es demócrata y fue la primera estadounidense naturalizada nacida en África en ganar las elecciones al Congreso de los Estados Unidos.

## Primeros años
Nació en 1936 en Nairobi, Colonia y Protectorado de Kenia; hija de padres británicos. Desde pequeña se mudó con su familia a Sudáfrica, país donde se crio. Inspirada por su madre, se convirtió en activista contra el apartheid en 1951 y se unió a la primera manifestación de Black Sash en Ciudad del Cabo.
Se mudó a Reino Unido en 1956, antes de finalmente mudarse a Estados Unidos, instalándose en Los Ángeles, California. Mientras estaba en Los Ángeles, se involucró en un proyecto de autoayuda para mujeres en Watts y con la Unión de Campesinos de César Chávez, trabajando para sindicalizar a los trabajadores agrícolas de uva. Tras mudarse a Seattle, Washington en 1968, se involucró en causas de derechos de los indígenas estadounidenses, incluidos los derechos de pesca y tratados. Se convirtió en ciudadana estadounidense en 1972. Dos años después, se graduó de Evergreen State College.
En 1978, se estableció en el área de Portland, Oregón donde asistió a la Facultad de Derecho de Northwestern. Después de dos años en la escuela de derecho, abandonó y dirigió los esfuerzos de varias tribus de nativos con base en Oregón para ganar el reconocimiento federal, presionando exitosamente al Congreso de los Estados Unidos para que otorgase reconocimiento federal a las tribus Coquille, Klamath y Grand Ronde.
En 1986, cofundó el Oregon Peace Institute con sede en Portland, estableció la misión para desarrollar y difundir el plan de estudios de resolución de conflictos en las escuelas de Oregón.

## Carrera política
Fue elegida al Congreso en 1992, derrotando al Tesorero del Estado Tony Meeker, en un año en el que el número de mujeres en la Cámara aumentó de 29 a 48.
En 1994, Furse, llamada por un periódico del noroeste de la «antítesis de los políticos play-IT-safe tradicionales del Congreso», ganó la reelección por 301 votos, tras derrotar al empresario Bill Witt, cuando la revolución republicana produjo una Ganancia de 54 escaños para el partido de su oponente. En 1996, Furse y el congresista George Nethercutt (R-WA) cofundaron el Caucus Congressional Diabetes Caucus y fueron los autores de la legislación que se aprobó en 1997 para mejorar la cobertura de educación y suministros diabéticos en el programa Medicare. Desde entonces, el Congressional Diabetes Caucus se ha convertido en el más grande del Congreso relacionado con la salud.
Fue una actora clave en la obtención de fondos para extender el proyecto del tren ligero de Portland.
Más tarde, en 1996, ganó el 52 % de los votos en una revancha con Witt. Ella se negó a buscar la reelección en 1998, explicando que el trabajo es «un servicio publico y no una carrera».

## Otras actividades
Fue la propietaria de Helvetia Vineyards and Winery en Helvetia, junto con John C. Platt , su socio, donde la pareja plantó viñas en 1982 y bodega empezó a funcionar en 1992. A partir de 2007, el viñedo empezó a producir Pinot noir y Chardonnay.
Desde que se retiró del Congreso en 1999, se desempeñó como directora del Instituto de Gobierno Tribal en laUniversidad Estatal de Portland. Su continua participación en los asuntos de los indígenas estadounidenses también le ha llamado la atención durante las campañas del Senado de los Estados Unidos por su respaldo de alto perfil al senador Gordon Smith. En una entrevista de 2006, dijo que su apoyo en 2002 se debió a que «tenían mucho en común en cuestiones tribales» y citó los repetidos votos de Smith en contra de la perforación en el Refugio Nacional de Vida Silvestre del Ártico, votos que desafiaron la presión de los compañeros republicanos de Smith, incluido el senador Stevens; ella cree que «apoyas a las personas que han defendido los problemas que te preocupan» y que Smith era una «persona muy moral [que] si no está de acuerdo contigo, te dirá» algo que Furse admiraba. Su continuo apoyo durante la campaña de 2008 incluyó elogios a Smith como «uno de los primeros en enfrentarse a George Bush y otros republicanos para poner fin a esta guerra».
En 2014, se presentó a las elecciones para la Junta de Comisionados del Condado de Washington en el Distrito 4, pero perdió la carrera ante el Comisionado Bob Terry (46.57 % -53.10 %). Se postuló con el respaldo de la congresista Suzanne Bonamici y los gobernadores Barbara Roberts y Ted Kulongoski.
Furse fue miembro del Caucus ReFormers de Issue One. Falleció el 18 de abril de 2021 a los ochenta y cuatro años.